# Віана-ду-Каштелу (округ)
О́круг Віа́на-ду-Каште́лу, або Віа́но-Каште́льський округ (порт. Distrito de Viana do Castelo) — округ у Португалії. Окружний адміністративний центр — місто Віана-ду-Каштелу. Розташований в північній частині країни, на березі Атлантичного океану. Складова регіону Північ. За старим адміністративним поділом, що був чинним до 1976 року, територія округу належала провінції Мінью. Площа — 2255 км². Поділяється на 10 муніципалітетів і 208 парафій. Населення — 250 390 ос. (2011), густота населення — 111,04 осіб/км²
. Код ISO 3166-2 — PT-16.  

## Географія
На півночі та сході межує з Іспанією, на півдні — з округом Брага. На заході омивається водами Атлантичного океану.

## Муніципалітети
1. Аркуш-де-Валдевеш
2. Валенса
3. Віана-ду-Каштелу
4. Віла-Нова-де-Сервейра
5. Каміня
6. Мелгасу
7. Монсан
8. Паредеш-де-Кора
9. Понте-да-Барка
10. Понте-де-Ліма